# In the Red Records
La In the Red Records è un'etichetta discografica indipendente statunitense, fondata nel 1991 da Larry Hardy e con sede a Los Angeles.
Sin dalla sua nascita ha cominciato a pubblicare materiale di artisti garage rock e garage punk, con una predilezione per le band più selvagge e rumorose del genere.
"Ho pensato: forse pubblicherò qualche singolo," disse Hardy intervistato "così potrò dire di aver fatto qualcosa per giustificare tutti i soldi che avevo speso per i dischi nel corso degli anni. Ho sentito i Gories e ho capito: questa è la band giusta. Avevano un tipico sound "sixties garage-rock", ma se lo stavano fottendo così sembrava quasi art-rock. Non c'era nessuno che avrebbe pubblicato questa roba veramente fuori di testa, quindi ho pensato: perché non io?"
Le prime uscite dell'etichetta furono due 7": Bud, Sweat And Beers dei Kings Of Rock, seguito (appunto) da Telepathic dei Gories. Negli ultimi Hardy ha deciso di ampliare musicalmente il catalogo dell'etichetta per includere anche band punk-soul come i Reigning Sound, indie rock come i Ponys e doo-wop/punk come i The King Khan & BBQ Show.
Il suo logo è un VU meter con l'ago bloccato al massimo della potenza.

## Artisti
- Cheater Slicks
- Thee Oh Sees
- Reigning Sound
- The Ponys
- The Intelligence
- The Hunches
- The Dirtbombs
- The Deadly Snakes
- Sparks
- Andre Williams
- Black Lips
- LAMPS
- Pussy Galore
- Boss Hog
- Jon Spencer Blues Explosion
- Jay Reatard
- The Horrors
- Bassholes
- The Fuse
- Country Teasers
- The King Khan & BBQ Show
- Panther Burns
- Demon's Claws
- Mark Sultan
- Vivian Girls
- Monkey Wrench
- Human Eye
- Strange Boys
- Blank Dogs
- Dávila 666
- Speedball Baby
- Sonic Chicken 4
- Wounded Lion